# 23丁目 (マンハッタン)
23丁目 (23rd Street) は、ニューヨーク市マンハッタンの大通りである。東西方向に走る「ストリート」と呼ばれるクロスタウン・トラフィックの中では15ある両方向通行の通りの一つである。マンハッタンの他のクロスタウン・ストリートと同じく5番街を中心にウエストサイド区間とイーストサイド区間に分かれている。23丁目と5番街の交差点にはマディソン・スクエアがあり、1999年からこの公園付近の23丁目より北側はノーマッド (en) と呼ばれるようになった。この通りは以前はイースト川からハドソン川まで走っていたが、現在は11番街に突き当たったところで途切れている。

## 西23丁目

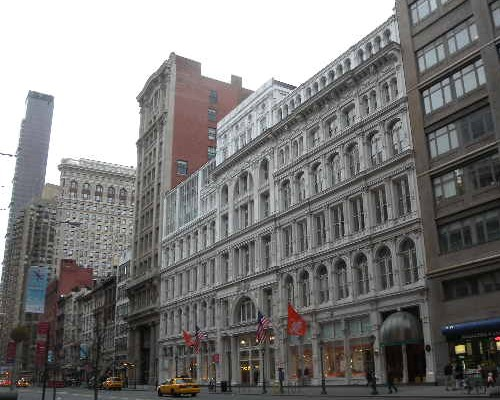
かつてのStern Brothers Department Store。

西23丁目はチェルシーの中心を走る道路である。19世紀後半から20世紀前半の大部分はこの道路の西端はチェルシー・ピアーズ (en) のすぐ北のピア63のパボニア・フェリー (en) があった地点であった。少し内陸に入るとロンドン・テラス (en) がある。
19世紀後半、23丁目のウエストサイドは現在のブロードウェイの役割であるような劇場街であった。23丁目の周りには、チェルシーホテルからオペラハウスパレス (en) 、パイクズ・オペラハウス (en) 、そしてProctor's Theaterと並んでいた。ブロードウェイ劇場の新時代を開く先駆けとなったエンパイア・シアター (en) が40丁目のブロードウェイにオープンするまで23丁目はニューヨークの主要な劇場街であった。
チェルシーホテルは1883年に建てられ、シド・ヴィシャスとナンシー・スパンゲンが住んでいた。
西23丁目の最も東側のブロックはレディース・マイル歴史地区 (en) と呼ばれている。

## 東23丁目

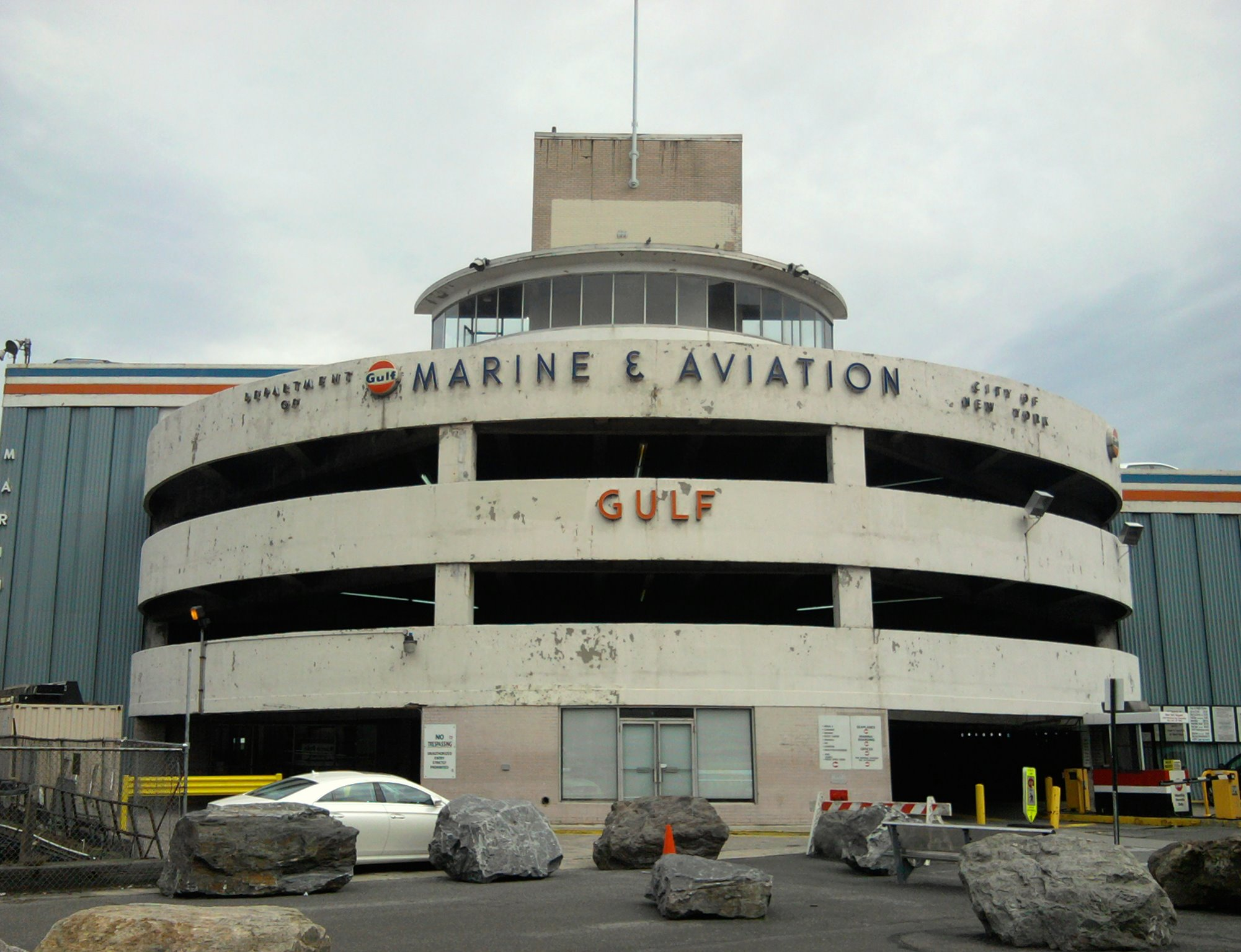
23丁目の東端のイースト川

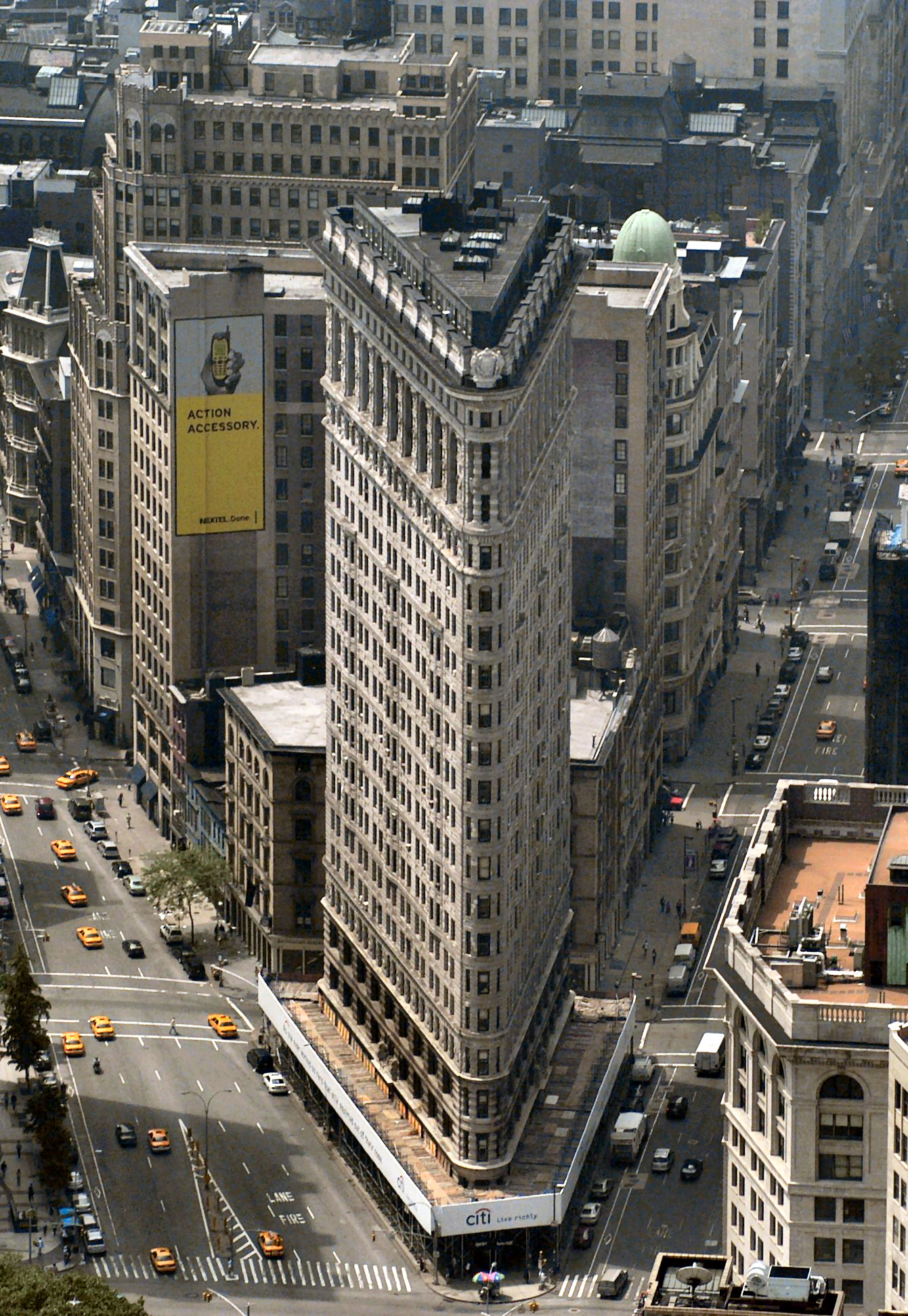
23丁目（手前）とブロードウェイ（左）と5番街（右）の交差点にあるフラットアイアンビルディング。

東23丁目は5番街とイースト川（FDRドライブ）の間のグラマシーエリアを走るストリートである。東23丁目の1 マディソン・アベニューに本社を置くメトロポリタン生命保険会社 (MetLife) は20世紀初頭におけるこの一体の開発に重要な貢献を果たした。
メットライフによるマンハッタンの中所得者向け実験的団地群のピーター・クーパー・ヴィレッジ (en) の北端は23丁目である。
東23丁目の東端には、ストイフェサント・コーヴ・パーク (en) 、アッセル・レヴィ・パブリック・バス (en) および現在はガソリンスタンドとして使われている駐車場がある。
1966年10月17日には23丁目火事 (en) があった。
フラットアイアンビルブロードウェイとの交差点の南側に建つ。"23 skidoo" という言葉の語源はこの三角地帯を吹く風またはシャフトから排出される高温ガスによって女性のスカートがめくれあがることがあったことから来ている。

## 公共交通
ニューヨーク市地下鉄：
23丁目を通過する全ての路線はこの通りに各駅停車駅を設けている。
- 23丁目駅 (en)（N Q R W系統 BMTブロードウェイ線）
- 23丁目駅（A C E系統 IND8番街線）
- 23丁目駅 (en)（F <F> M系統 IND6番街線）
- 23丁目駅 (en)（12系統 IRTブロードウェイ-7番街線）
- 23丁目駅 (en)（4 6 <6>系統 IRTレキシントン・アベニュー線）

パストレイン：
- 23丁目駅 (en)

MTAニューヨークシティ・トランジット；
- M23バス (en)

この路線は23丁目を端から端まで走っている。これはかつての馬車や23丁目鉄道 (en) が走っていた路線である。2003年にen:Straphangers CampaignはM23をニューヨーク市で渋滞による最も低速区間の一つとしてポーキー賞 ("Pokey Award") を与えた。

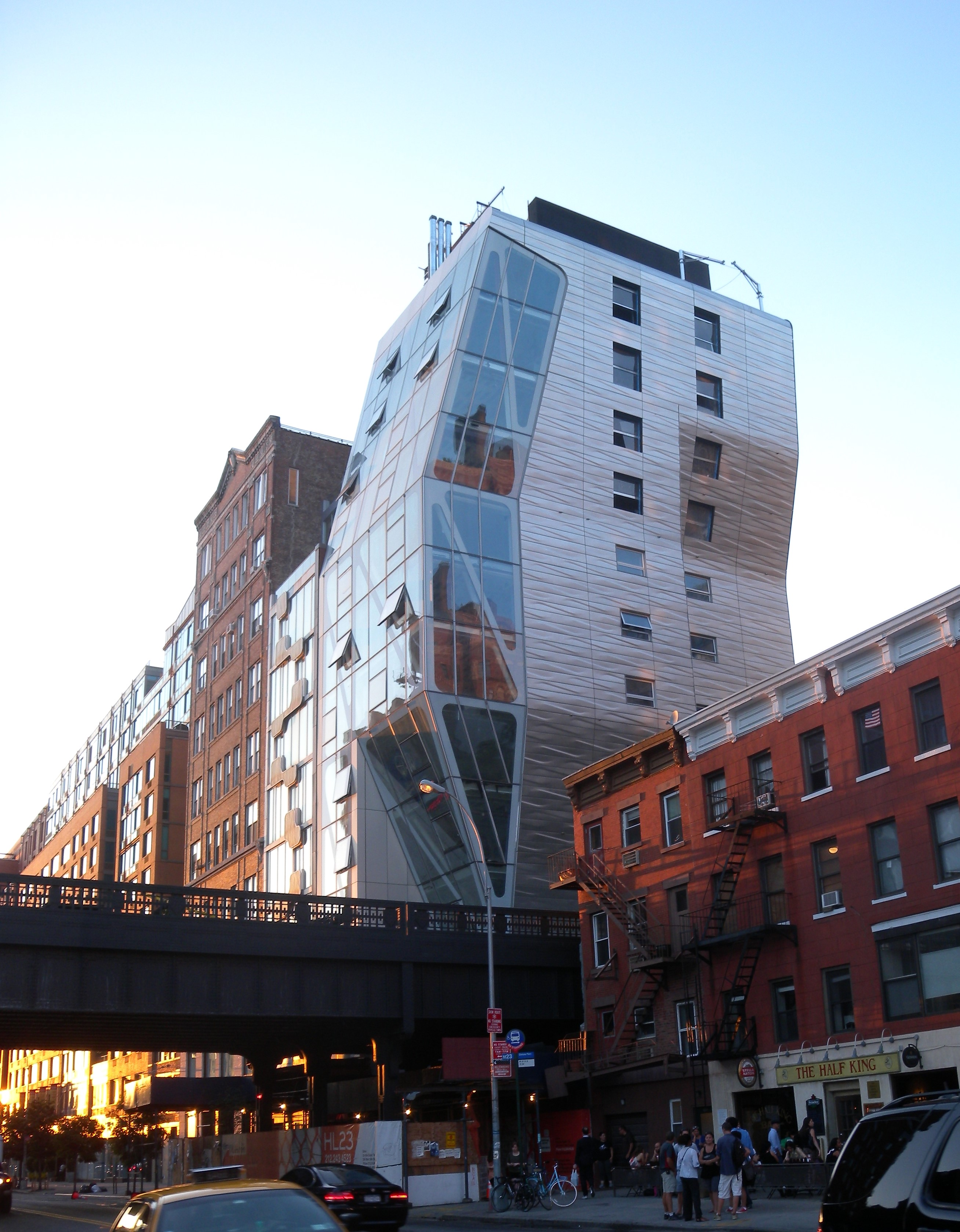
ハイライン